# Herbert Hausmaninger
Herbert Hausmaninger (* 21. Abril de 1936 em Salzburgo ) é um advogado e professor universitário austríaco.

Hausmaninger estudou direito em Graz ( doutorado em 26. Maio de 1959) e a partir de 1960 foi assistente de pesquisa na Universidade de Viena. Em 1964, ele se habilitou no campo do direito romano, em 1965 foi nomeado professor associado e, em 1968, professor titular. Hausmaninger é professor visitante regular na Universidade da Virgínia em Charlottesville desde 1971. Ele também foi professor visitante em várias outras universidades americanas, além de Moscou e Paris. Ele também é um intérprete qualificado de russo. O trabalho de Hausmaninger se concentra no direito romano privado, no direito comparado internacional, mas também no direito soviético ( russo).

## Prêmios
- 1963: Prêmio Cardeal Innitzer
- 2013: Prêmio Cidade de Viena de Humanidades